# Otón I de Nassau
Otón I de Nassau (en alemán: Otto I. von Nassau) (fallecido entre el 3 de mayo de 1289 y el 19 de marzo de 1290) fue un noble alemán, conde de Nassau y antepasado de la rama otoniana de la casa de Nassau.

## Biografía

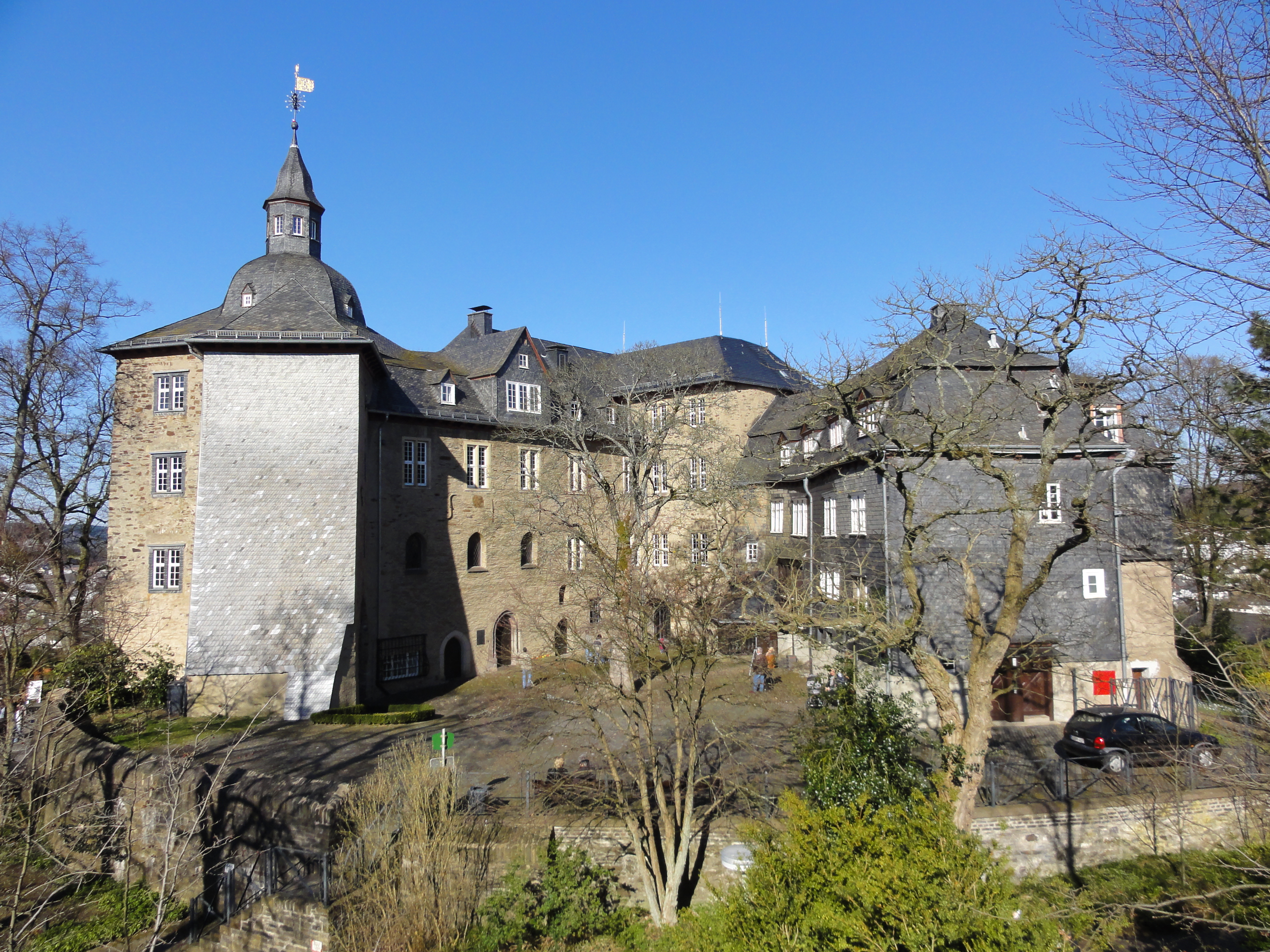
Siegen Castillo

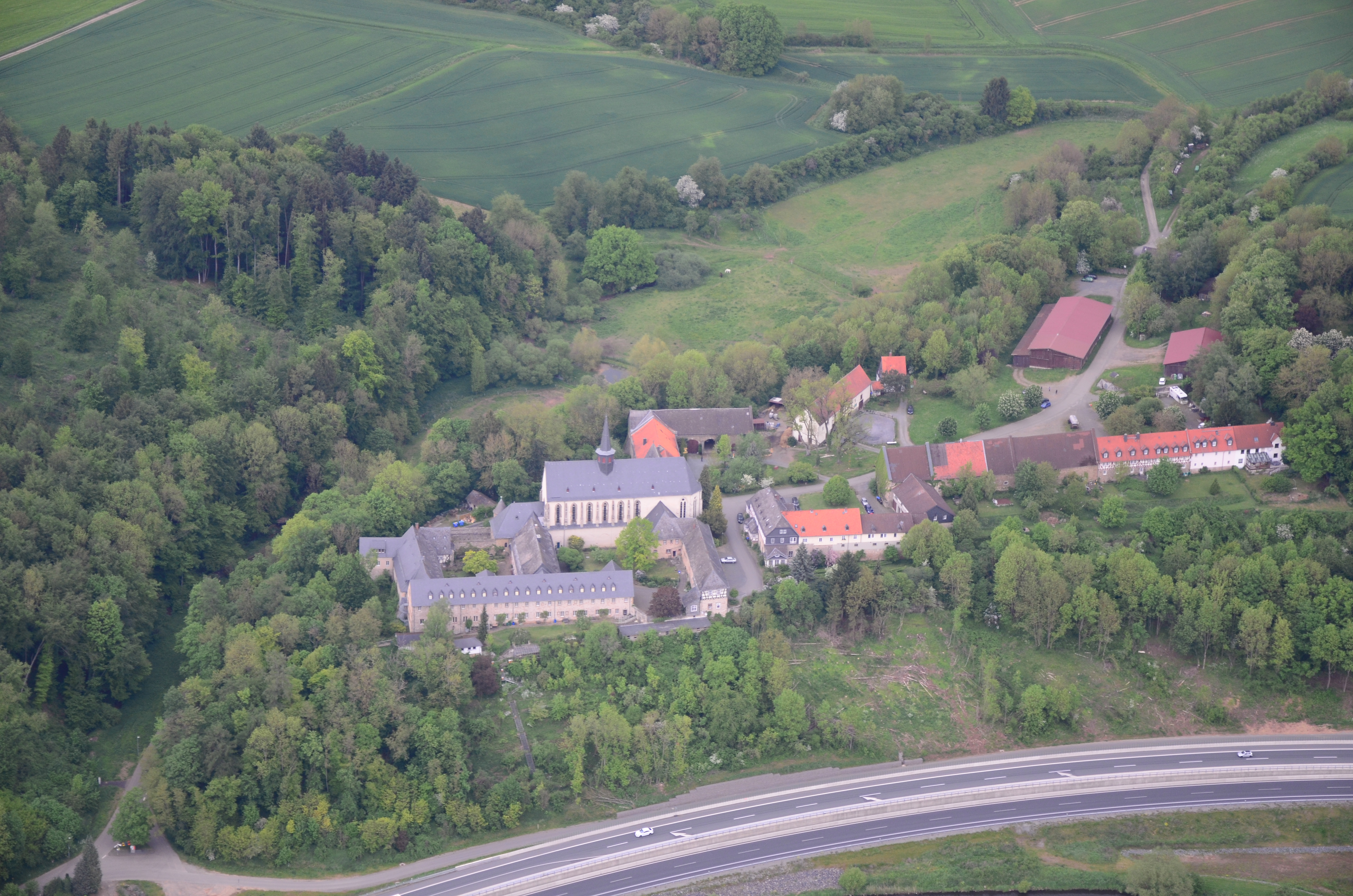
Altenberg Abbey

Otón era el tercer hijo del conde Enrique II de Nassau y de Matilda de Guelders y Zutphen, la hija más joven del conde Otón I de Guelders y Zutphen y Richardis de Baviera (ella era hija de Otón I de Wittelsbach, duque de Baviera). Otón es mencionado por primera vez en una carta de 1247.
Otón sucedió a su padre antes de 1251, junto con su hermano Walram II. Recibieron privilegios de ciudad para Herborn del rey alemán Guillermo en 1251.
Walram y Otón dividieron su condado el 16 de diciembre de 1255 con el río Lahn como frontera. El tratado de división se conoce hoy en día como la Prima divisio. El norte del Lahn: los señoríos de Siegen, Dillenburg, Herborn, Tringenstein, Neukirch y Emmerichenhain, una parte del Kalenberger Zent (Amt Kalenberg), al igual que Dietkirchen y (Bad) Ems, fue asignado a Otón. El castillo de Nassau y sus dependencias (Dreiherrische), el Ämter Miehlen y Schönau (la abadía de Schönau cerca de Strüth über Nastätten) así como el Vierherrengericht, castillo de Laurenburg, el Esterau (sobre el que también tenían poder los condes de Diez) y los feudos en Hesse serían gobernados conjuntamente.
Proteger y ejercer sus derechos en su país no fue siempre fácil para Otón, especialmente en una época de hundimiento del poder imperial. Disputas con los señores de Westerburg y los condes de Sayn sobre prerrogativas en el Westerwald, y con los señores de Greifenstein y los señores de Dernbach sobre poderes ejecutivos, llevaban a menudo a luchas y enfrentamientos, aunque el desarrollo de tales conflictos es desconocido. En sus luchas con el arzobispo de Trier, Otón perdió los Vogtei de Coblenza y Ems.
La relación de Otón con Sigfrido II de Westerburg, arzobispo de Colonia, es también incierta. Otón acordó ir a la guerra contra el arzobispo junto con otros nobles en Westfalia el 8 de abril de 1277. Pero luchó junto a él en la Guerra de Sucesión de Limburgo.
Otón intentó reducir las donaciones de su padre a la Orden teutónica, o al menos no aumentar su volumen, lo que provocó que fuera acusado de robar los bienes de la orden en 1285, excomulgado, y su condado puesto en entredicho, hasta la resolución de la disputa al año siguiente.
Otón fundó la capilla en Feldbach antes de 1287. «Ottho Viene de Nassawen … cum uxore nostra Agnete nec no Henrico nostro primogenito» confirmada la donación de «bonorum en Hasilbach et Aldindorph» a la iglesia en Aldenburg (Altenberg Abbey) hizo por «matrem nostram Methildim comitissam bone mem … cum sorore nostra Katherina ibídem locata» por la carta de fecha 3 de mayo de 1289. Esta es la última mención de Otto, en una carta datada el 19 de marzo de 1290, es mencionado como difunto. Fue enterrado en Altenberg. Fue sucedido por sus hijos Enrique, Emicho y John.

## Matrimonio y descendencia
Otón se casó antes de 1270 con Inés de Leiningen († después de diciembre de 1299), hija del conde Emich IV de Leiningen y de isabel. Inés fue enterrada en la abadía Altenberg.De esta unión nacieron los siguientes hijos:
1. Enrique (c. 1270– entre 13 julio y 14 de agosto de 1343), sucedió a su padre como conde de Nassau-Siegen en 1303.
2. Matilde (fall. antes de 28 de octubre de 1319), casada alrededor de 1289 con Gerhard de Schöneck († 1317).
3. Emicho (fall. el 7 de junio de 1334), sucedió a su padre como conde de Nassau-Hadamar en 1303.
4. Otón (fall. el  3 de septiembre de 1302), canónigo en Worms en 1294.
5. Juan (fall. en  Hermannstein, 10 de agosto de 1328), sucedió a su padre como conde de Nassau-Dillenburg en 1303.
6. Gertrudis (fall. el  19 de septiembre de 1359), abadesa de Altenberg.

Otón también tuvo un hijo ilegítimo:
1. Enrique de Nassau († antes de 1314), que fue alcalde. Este Henry tuvo un hijo:
  1. Arnoldo de Nassau, mencionado en una carta de 1314.